# Joža Uprka
Josef „Joža“ Uprka, psáno též Jóža Úprka, (26. října 1861 Kněždub – 12. ledna 1940 Hroznová Lhota) byl moravský malíř a grafik, představitel plenérového realismu, impresionismu a secesního dekorativismu. Jeho dílo je národopisným dokumentem folklóru Moravského Slovácka, silné pouto s rodným krajem ovlivnilo prakticky celou jeho tvorbu. .

## Život a tvorba
Pocházel ze selské rodiny z vesnice Kněždub. Byl synem rolníka a malíře samouka Jana Uprky a jeho ženy Evy rozené Machálkové, jeho mladší bratr František se proslavil jako sochař. Do školy chodil ve Strážnici, středoškolské vzdělání získal v Olomouci, nejprve na německém učitelském ústavu a poté na olomouckém Slovanském gymnáziu. Ve studiích pokračoval od roku 1881 na pražské akademii u Františka Čermáka a od roku 1884 na mnichovské akademii. V Mnichově spoluzaložil spolek „Škréta“, jehož dalšími členy byli Alfons Mucha, František Ondrúšek, Antonín Slavíček, Pavel Socháň a Luděk Marold.
Po tříletém pobytu v Mnichově se nejdříve vrátil do Prahy a v roce 1888 se zúčastnil dvěma obrazy výstavy Krasoumné jednoty v Rudolfinu (Pro pérečko a Maléřky). Nepříznivá kritika Uprku hluboce zasáhla, od této doby můžeme sledovat jeho nedůvěru ke kritice a současně i k pražskému uměleckému světu, které se nezbavil po celý život. Přesídlil zpátky do rodného kraje, který ho inspiroval náměty a kde také vznikla stěžejní část jeho díla. Témata čerpal z každodenního života prostého lidu, práce, obyčejů a slavností, zachycoval podobu lidových krojů i krajinu Moravského Slovácka a západního Slovenska. Měl blízký vztah k Uherskému Hradišti, kde s podporou významných osobností města získal místo pro svou tvorbu. Při výstavbě nové radnice (1891–1893) byl pověřen výzdobou zasedací síně. Vytvořil zde nástěnné malby s výjevy založení města Uherského Hradiště Přemyslem Otakarem II. a potvrzení městských privilegií Jiřím z Poděbrad. Už v té době začal vytvářet studie s námětem jízdy králů, která ho zaujala při pobytu ve Vlčnově. Namaloval mnoho žánrových obrázků z různých míst, mimořádných kvalit dosahoval zejména v technice akvarelu. 

Na přelomu let 1892–1893 díky stipendiu navštívil Paříž, kde studoval díla starých mistrů a seznámil se se současným uměleckým děním, zejména s impresionistickým stylem. Pobyt v Paříži mu výrazně prospěl po stránce malířských prostředků. Používal svěží barvy, jeho výrazovým prostředkem se stala prosvětlená paleta a barevná skvrna. Za organizační pomoci Alfonse Muchy se v roce 1894 se svým obrazem „Pouť u svatého Antonínka“ zúčastnil pařížského Salónu francouzských umělců a získal tam za něj ocenění Mention honorable a tím pro sebe i známost v zahraničí (obraz byl vystavován pod katalogovým číslem 1769 a francouzským názvem Les pèlerins slovaques (de Moravie) devant l'église, tj. „Slovenští poutníci (z Moravy) před kostelem“). Za dílo se stejným námětem získal v roce 1895 zlatou výroční medaili České akademie věd a umění. 

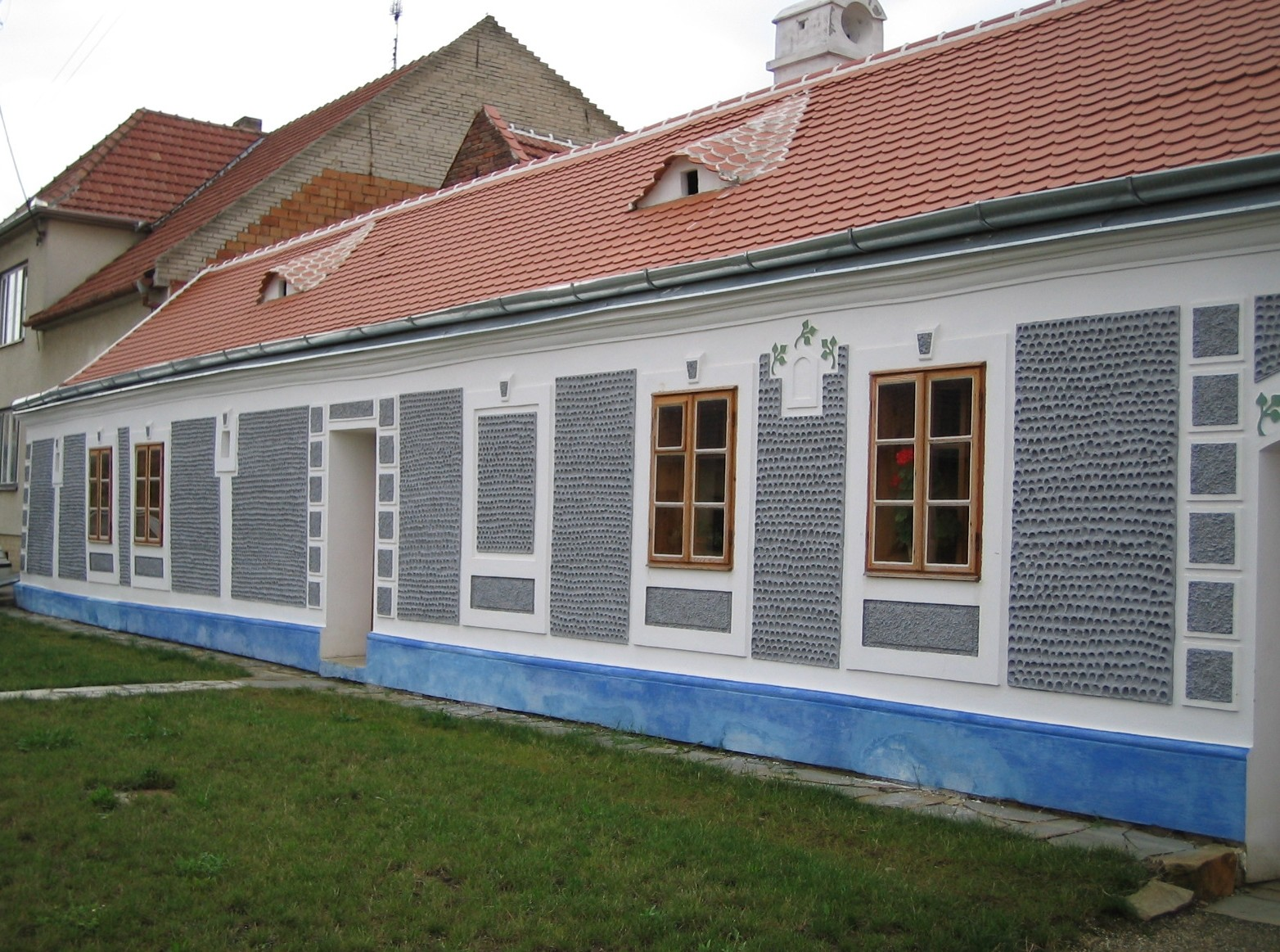
Rodný dům Joži Uprky v Kněždubu

Období mezi lety 1895–1902 bývá označováno za vrcholné v Uprkově tvorbě. V této době vytvořil rozměrné kompozice s impresionistickým přístupem (Lanštorfské hody, Na panském, V javornickém kostele, Přadlena). Jeho patrně nejznámější obraz „Jízda králů“ vznikl v roce 1896, ale datován je rokem vystavení v Topičově salonu (souborná výstava 1897). Existuje ve dvojím provedení. Menší verze je finální barevnou studií a díky svému uvolněnému rukopisu bývá nazývána impresionistickou (Štěpán Jež), velká je označována jako realistická. Po velkém úspěchu výstavy byl Uprka pokládán za vůdčí osobnost výtvarného života Moravy. Stal se aktivním členem brněnského Klubu přátel umění.

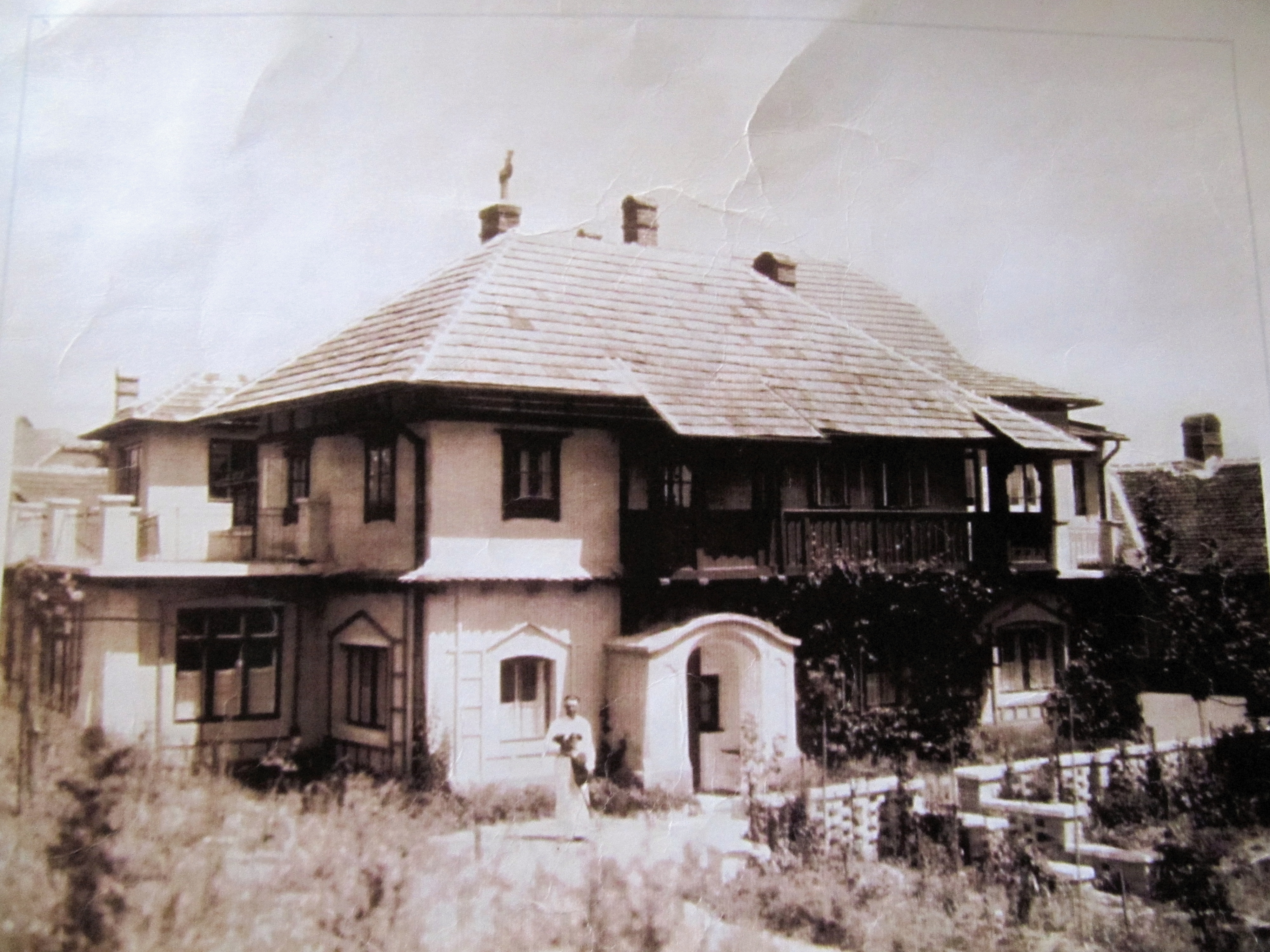
dům Joži Uprky v Hroznové Lhotě

Nedaleko rodného Kněždubu, v Hroznové Lhotě, koupil Uprka sklep s malým pozemkem, na kterém si roku 1898 postavil domek s ateliérem. Ten nechal roku 1904 přestavět podle návrhu architekta Dušana Jurkoviče na patrovou vilu s dřevěnými prvky inspirovanými lidovou architekturou. Hostil zde osobnosti ze světa kultury, jako například Aloise a Viléma Mrštíkovy, Hanuše Schwaigra, Zdenku Braunerovou, Herberta Masaryka, Leoše Janáčka či Vítězslava Nováka. Malíře v Hroznové Lhotě navštívil roku 1902 i francouzský sochař Auguste Rodin. 

V roce 1902 Uprka organizoval v Hodoníně první společnou výstavu moravských a slovenských výtvarníků, na které se představili sochař Franta Úprka, malíři Antoš Frolka, Cyril Mandel, Ludvík Ehrenhaft, Jan Hudeček a František Pečínka ze Slovenska stranu pak malíři Tomáš Andráškovič, Jozef Hanula, Milan Mitrovský, Jaroslav Augusta a Karol Lehotský. Koncem svého impresionistického období (1899–1905) se Uprka věnoval i grafice, hlavně technice leptu. Na výzvu Dušana Jurkoviče Uprka začal v roce 1905 pracovat na návrzích obrazů pro zastavení křížové cesty na svatém Hostýně. Měly být provedeny technikou mozaikové sklomalby, která se však v obtížných klimatických podmínkách neosvědčila a dochoval se pouze jediný původní obraz (zastavení XIII.) Podílel se i na výzdobě kostela Panny Marie Královny v Ostravě – Mariánských Horách (1905–1908), pro který namaloval velký oltářní obraz korunování Panny Marie.

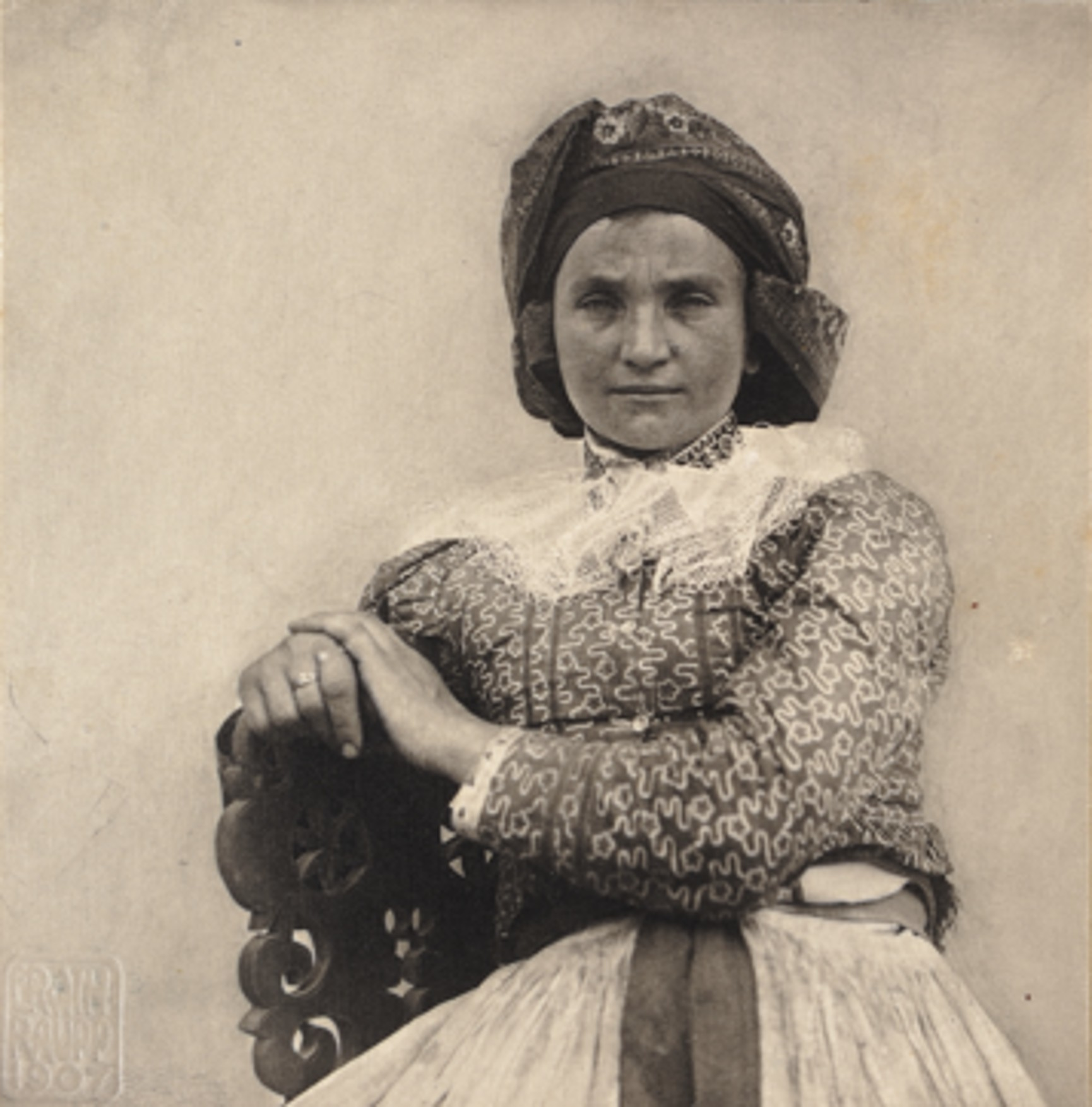
Anežka Králíková, choť J. Uprky, 1904.
Fotografie Erwin Raupp

Po narození svého prvního syna Jožky (19. února 1899, zemřel 1913) se Uprka 15. května 1899 oženil s jeho matkou, lidovou malířkou Anežkou Králíkovou ze Svatobořic. Z manželství vzešli také synové Jan (narozen 17. května 1900) a Petr (narozen 19. října 1903, zemřel den poté) a dcera Božena (narozena 18. června 1902). V roce 1902 se u Uprkovy manželky začala projevovat duševní porucha a ta byla v roce 1905 umístěna do psychiatrické léčebny v Kroměříži, kde zůstala až do své smrti v roce 1959. Obyvatelé Kněždubu a Lhoty Uprkovu svéráznou osobnost nepřijímali s pochopením, docházelo ke sporům a proto se se svými sousedy stýkal jen velmi zřídka. Soustředil se na práci a rodinu. Čím dál více však sklouzával k dekorativnímu stylu, postavy na obrazech ztrácely psychologickou hloubku.  

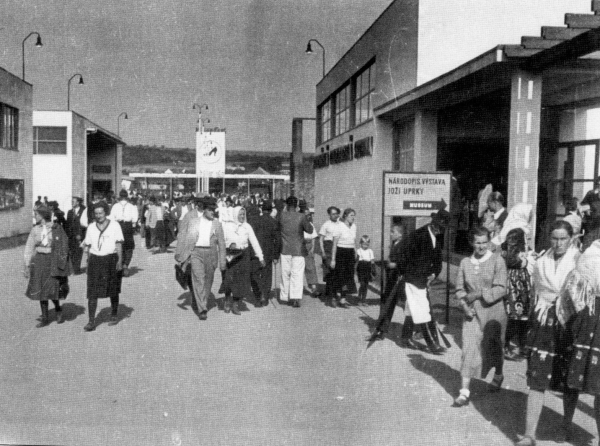
Areál Výstavy Slovácka 1937 s poutačem na „národopisnou výstavu Joži Uprky“

V letech 1924–1937 žil v Klobušicích u Ilavy na Slovensku ve vlastním zámečku s ateliérem a na slovenském venkově hledal novou inspiraci. V té době se v jeho malbě objevil našedlý odstín.
Během svého života víceméně pravidelně zajížděl v zimních měsících do zemí kolem Středozemního moře a do Dubrovníku, kde studoval kroje i život prostých lidí. Zde v roce 1928 vzniklo několik barevných studií místního kroje (Dubrovničan).

Za svého života se Joža Uprka dočkal několika souborných výstav v Praze, Brně a Hodoníně. Na Výstavě Slovácka 1937 v Uherském Hradišti byl v rámci národopisné výstavy vystaven reprezentativní soubor jeho obrazů. Patřil k zakladatelům a stal se vůdčí osobností Sdružení výtvarných umělců moravských (S. V. U. M.) se sídlem v Hodoníně. Měl také hlavní podíl na vybudování výstavního a organizačního střediska tohoto spolku, Domu umělců v Hodoníně, který byl otevřen v roce 1913. Byl také vedoucí postavou spolku Moravsko-slovenská společnost, později Národopisná Morava. Roku 1925 byl zvolen předsedou Sdružení slovenských umělců v Bratislavě.

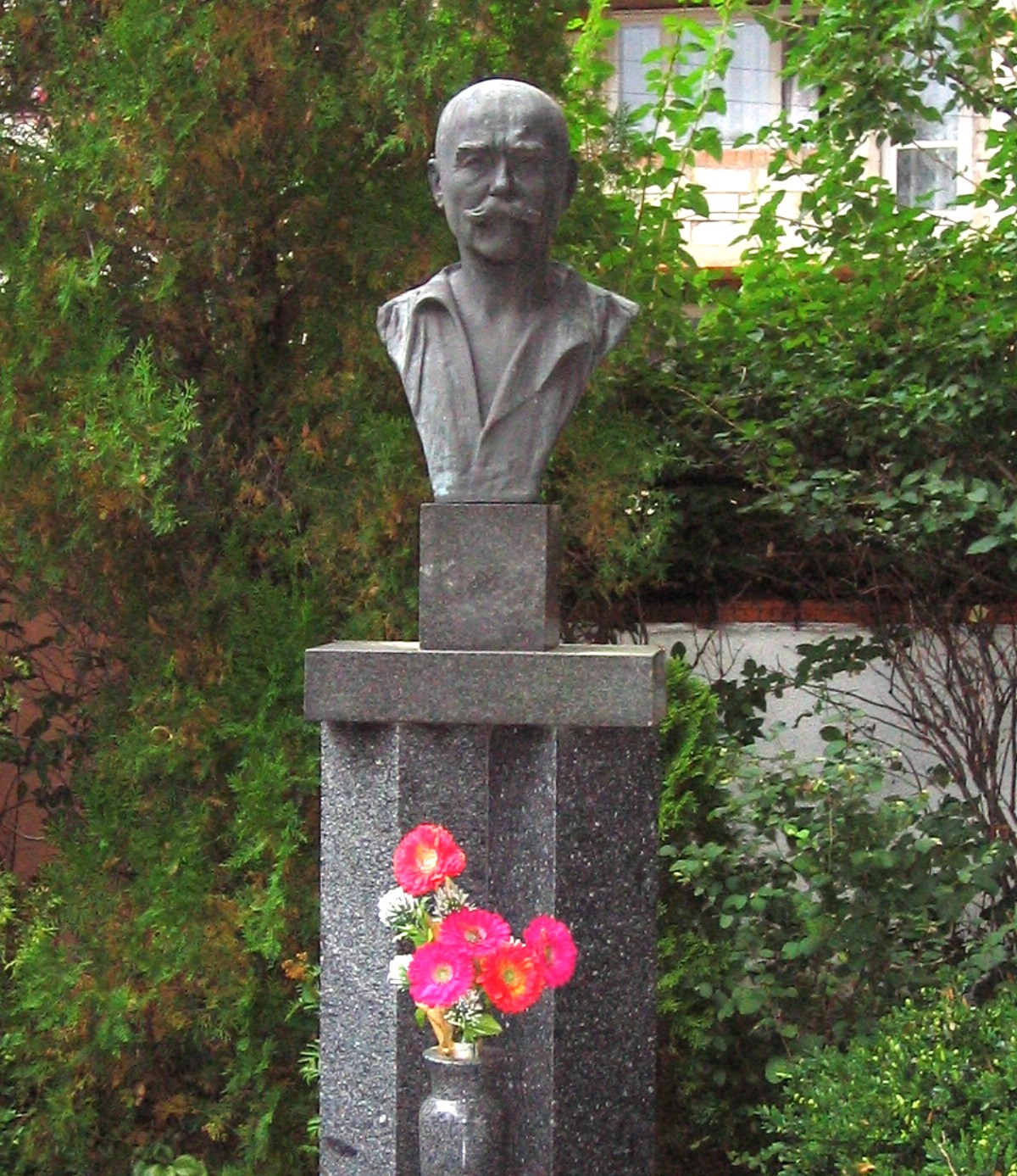
Kněždub – náhrobek Joži Uprky

Koncem 30. let byl Uprka stále více nemocný a kvůli svému synovi Janovi, který byl aktivním přívržencem fašistů a stál v čele kolaborantského spolku Národopisná Morava, byl podezírán ze sympatií k tomuto hnutí.
Joža Uprka zemřel 12. ledna 1940 o půl páté ráno v Hroznové Lhotě. Pochován byl 14. ledna vedle svého bratra Františka a svého někdejšího žáka Antoše Frolky na tzv. „Slováckém Slavíně“ (hřbitově u místního kostela) v rodném Kněždubu.
Jsou po něm pojmenovány Základní škola Úprkova v Hradci Králové a Základní škola a Mateřská škola Joži Uprky Hroznová Lhota.

## Posmrtná ocenění
V Uherském Hradišti si připomněli jeho osobnost posmrtnou výstavou v roce 1940 nazvanou „Památky ze života J. Uprky“.
Při příležitosti 150. výročí narození Joži Uprky uspořádala Národní galerie v Praze ve spolupráci s Nadací Moravské Slovácko od 23. září 2011 do 22. ledna 2012 výstavu jeho děl. Na zdi poutní kaple svatého Antonína mu byla během dožínkové pouti 28. srpna 2011 odhalena měděná pamětní deska z díla akademického sochaře Otmara Olivy.
V Uherském Hradišti byla v roce 2007 v objektu bývalé jezuitské koleje otevřena Galerie Joži Uprky, která soustřeďuje reprezentativní umělcova díla ze sbírkového fondu Nadace Moravské Slovácko a ze sbírek Národní galerie v Praze, Moravské galerie v Brně, Muzea umění v Olomouci, Krajské galerie ve Zlíně a Římskokatolické farnosti ve Strážnici.

## Citát
| „                      | Pracoval jsem celý život ne pro slávu a uznání - ne pro peníze a jiné výhody - ne abych ponížil druhé, nýbrž pro věc samu, abych jako příslušník vědomý tohoto kmene zachytil co možná nejvíce z jeho života. | “ |
| — z Úprkova zápisníčku | |   |

## Nejznámější díla
- Jarní slunko
- Malérečky
- Pro pérečko
- Zkouška koně
- Trávnice na horských lukách
- Kněždubská jízda králů
- Literáci
- Naše mamičky
- Na procesí
- Pouť u sv. Antonínka
- Boží tělo v Hroznové Lhotě
- Děvče z Mařatic
- Při kázání
- Polední odpočinek
- Z pastvy
- Návrat z pole
- Trh v Kyjově
- Jízda králů ve Vlčnově
- Úvodnice z Kněžduba
- Mariánská píseň
- Od kerej?
- Boží tělo ve Velké
- Děvčátko v kožuchu

## Galerie

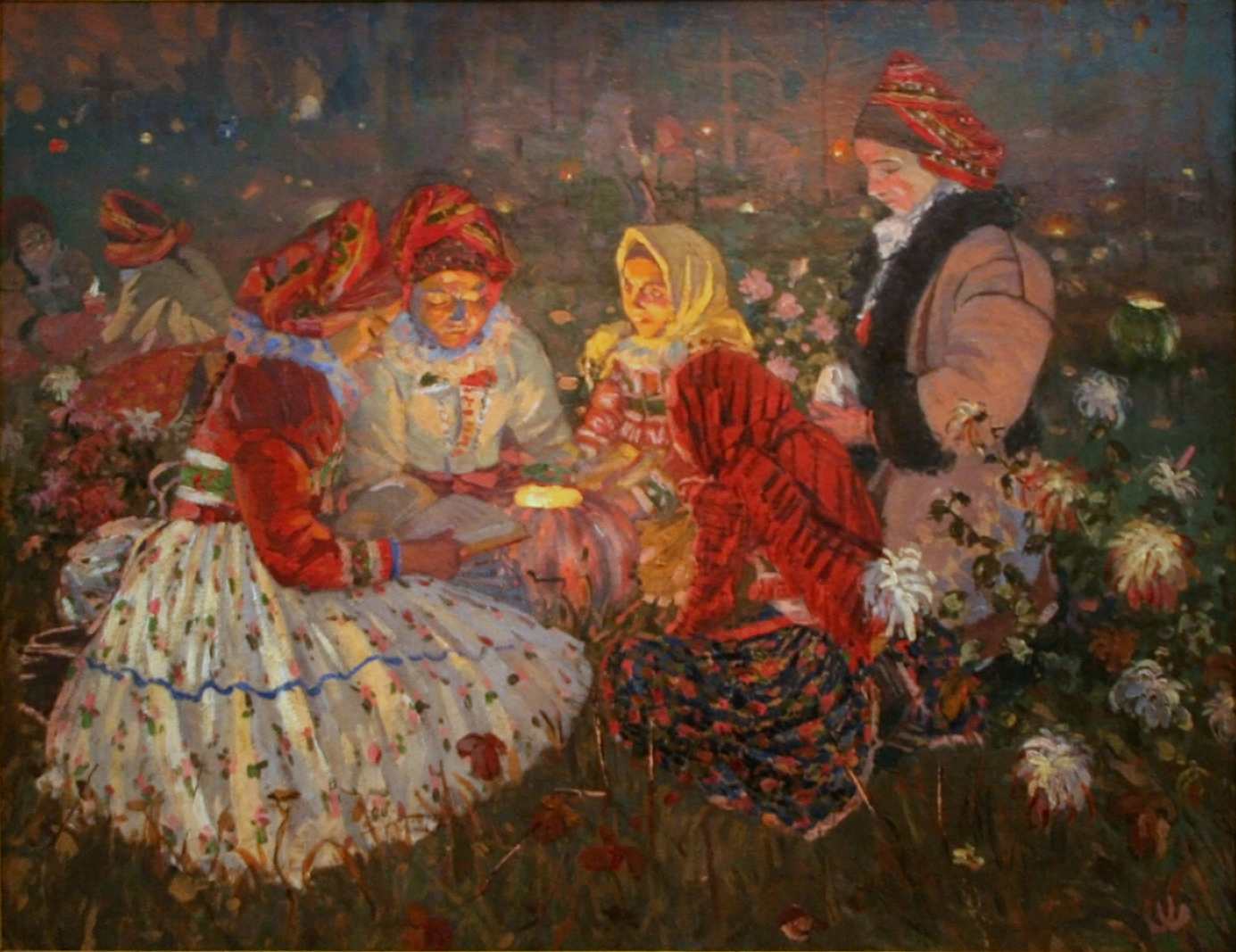
Dušičky (malý výřez,1897)
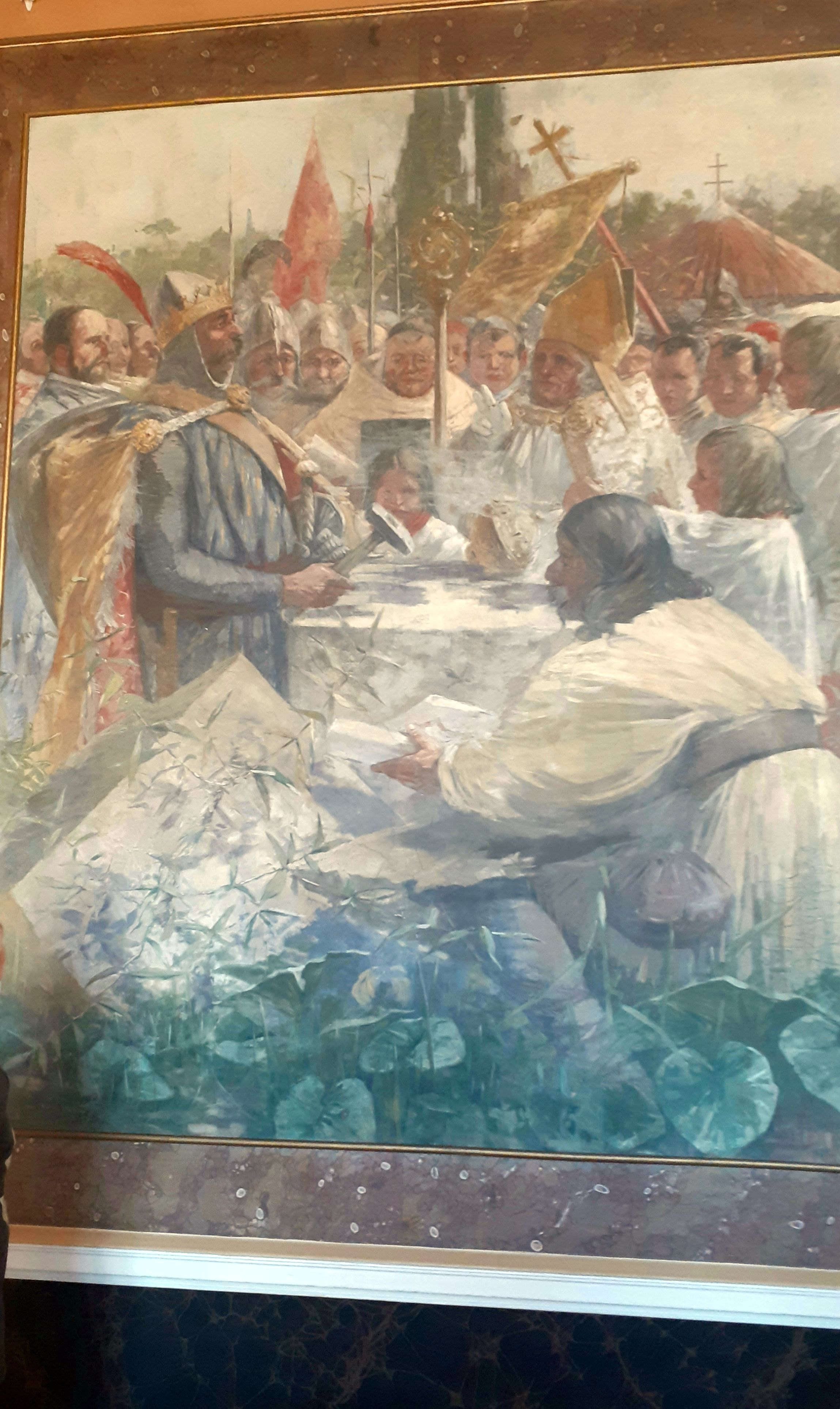
Potvrzení městských privilegií králem Jiřím z Poděbrad (malba v obřadní síni nové radnice v Uherském Hradišti)
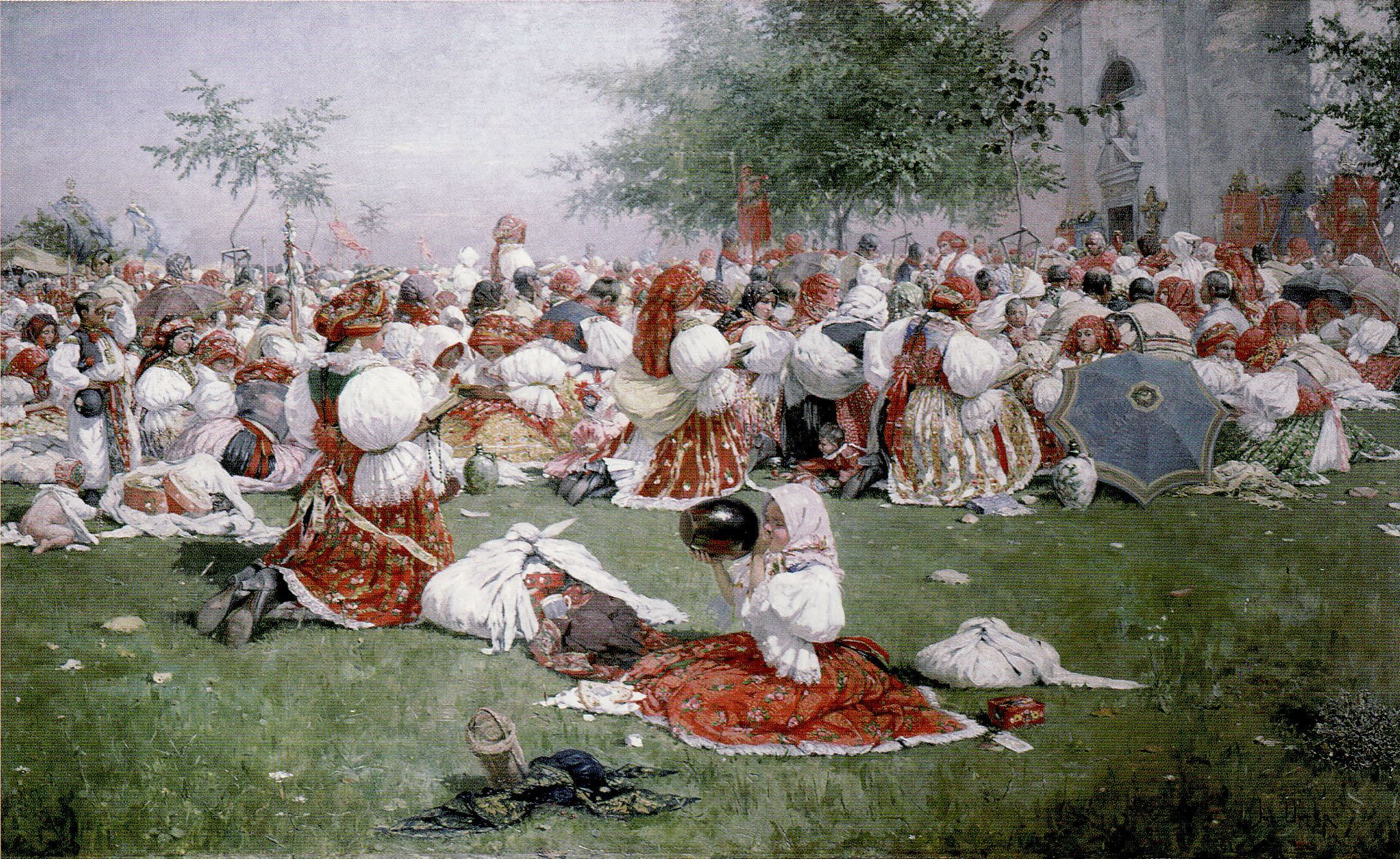
Pouť u sv. Antonínka (1894)
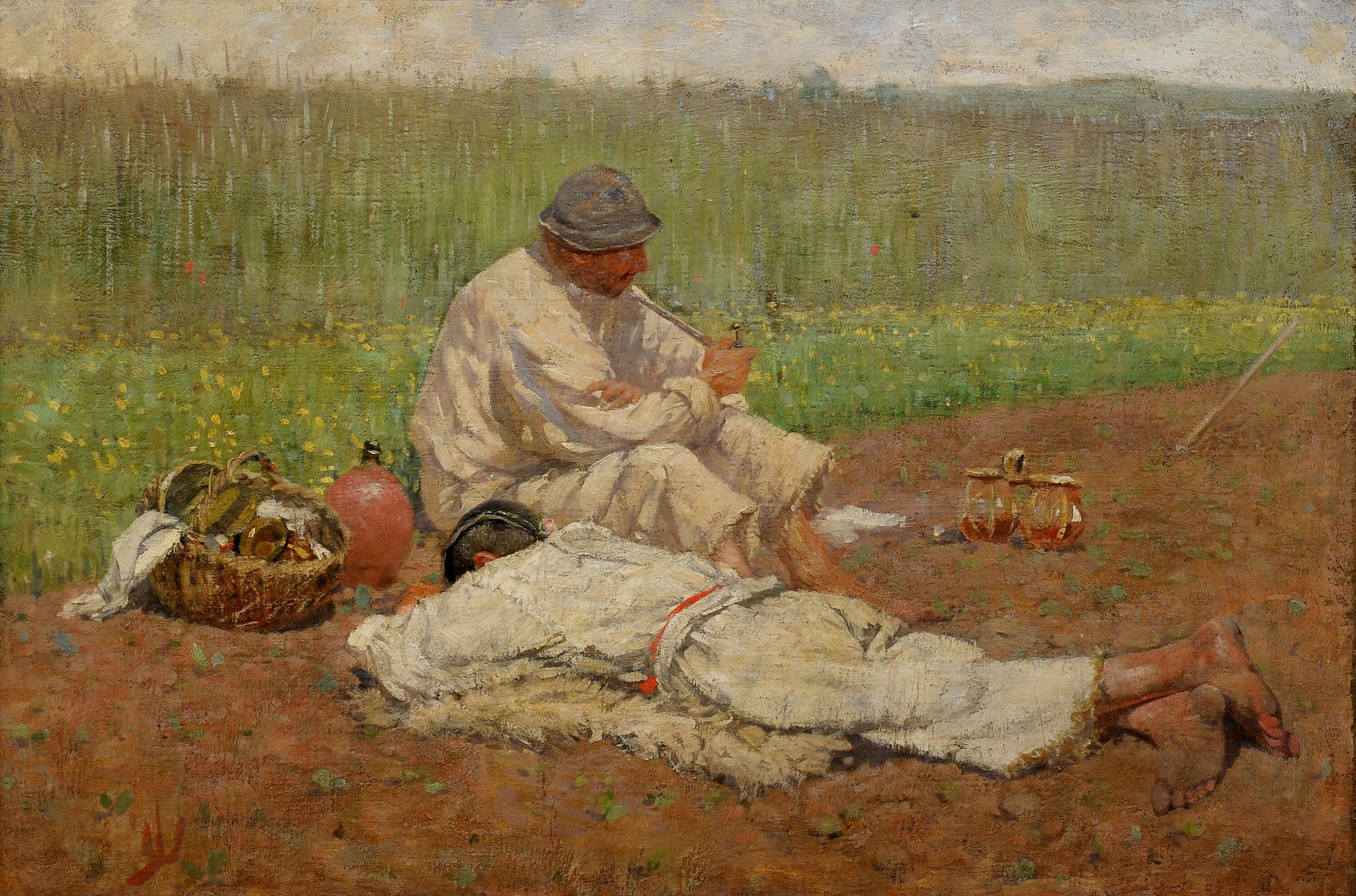
Odpočinek (1895)
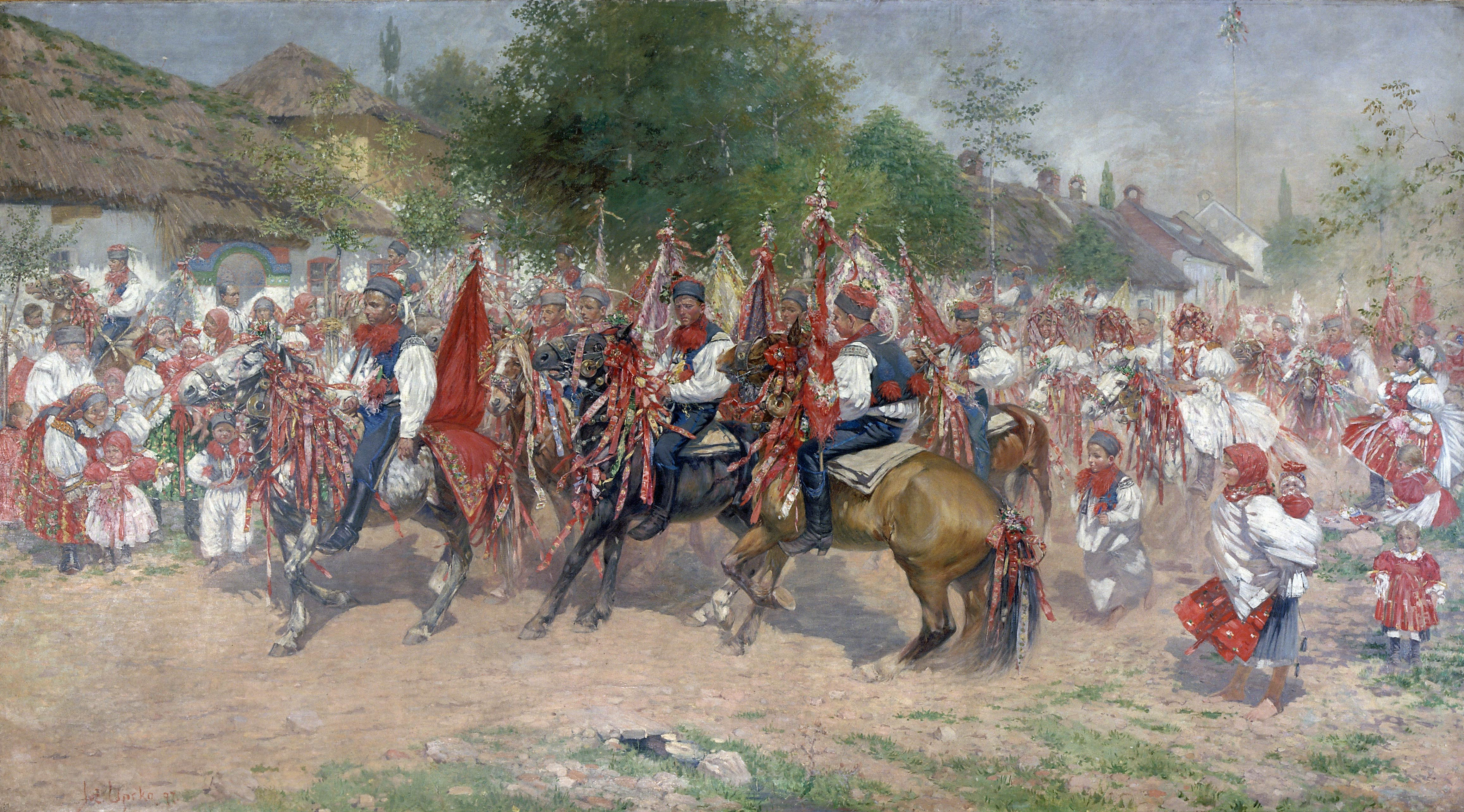
Jízda králů (1897)
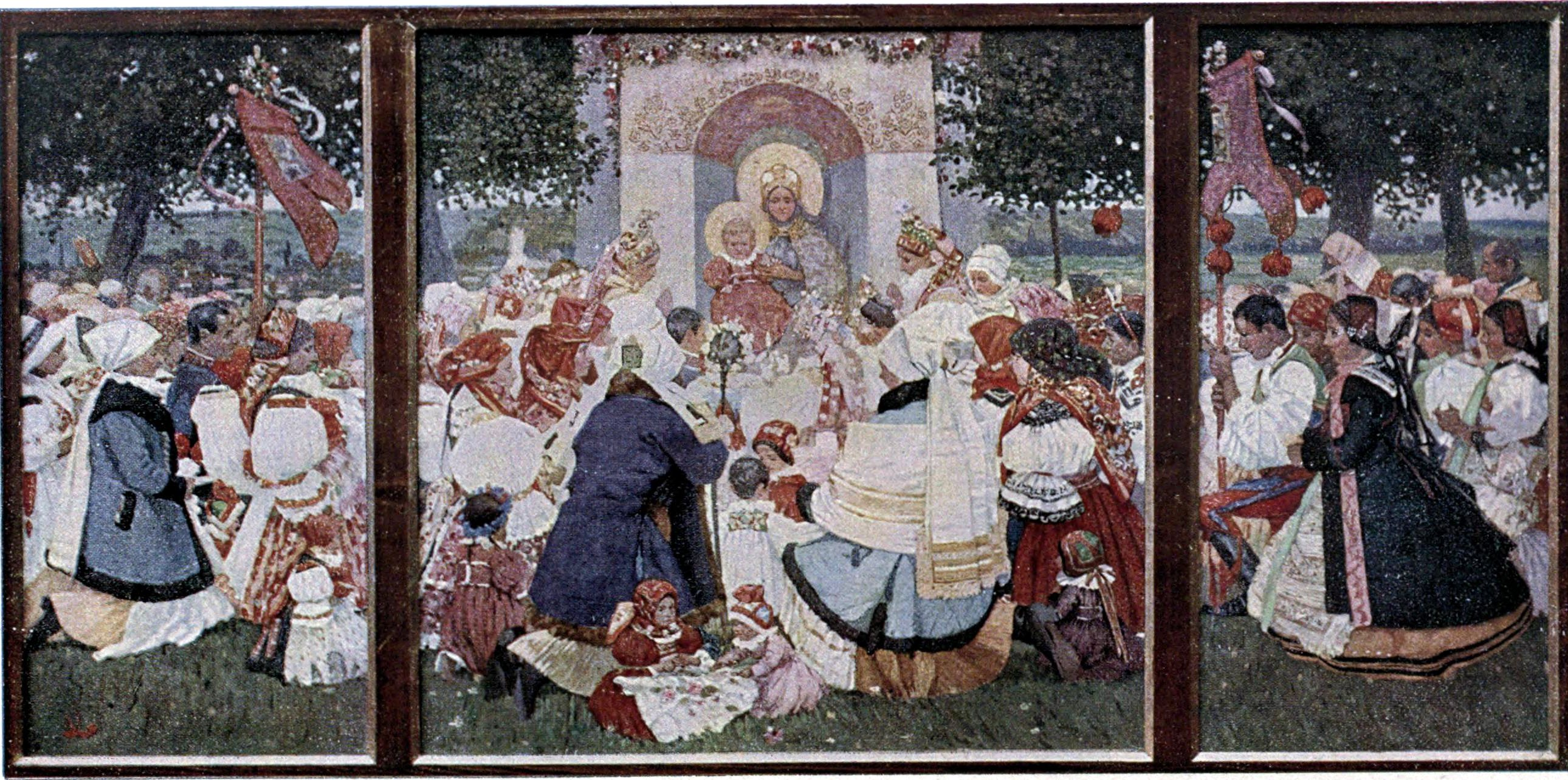
Mariánská píseň (Slovácká Madona, 1902)
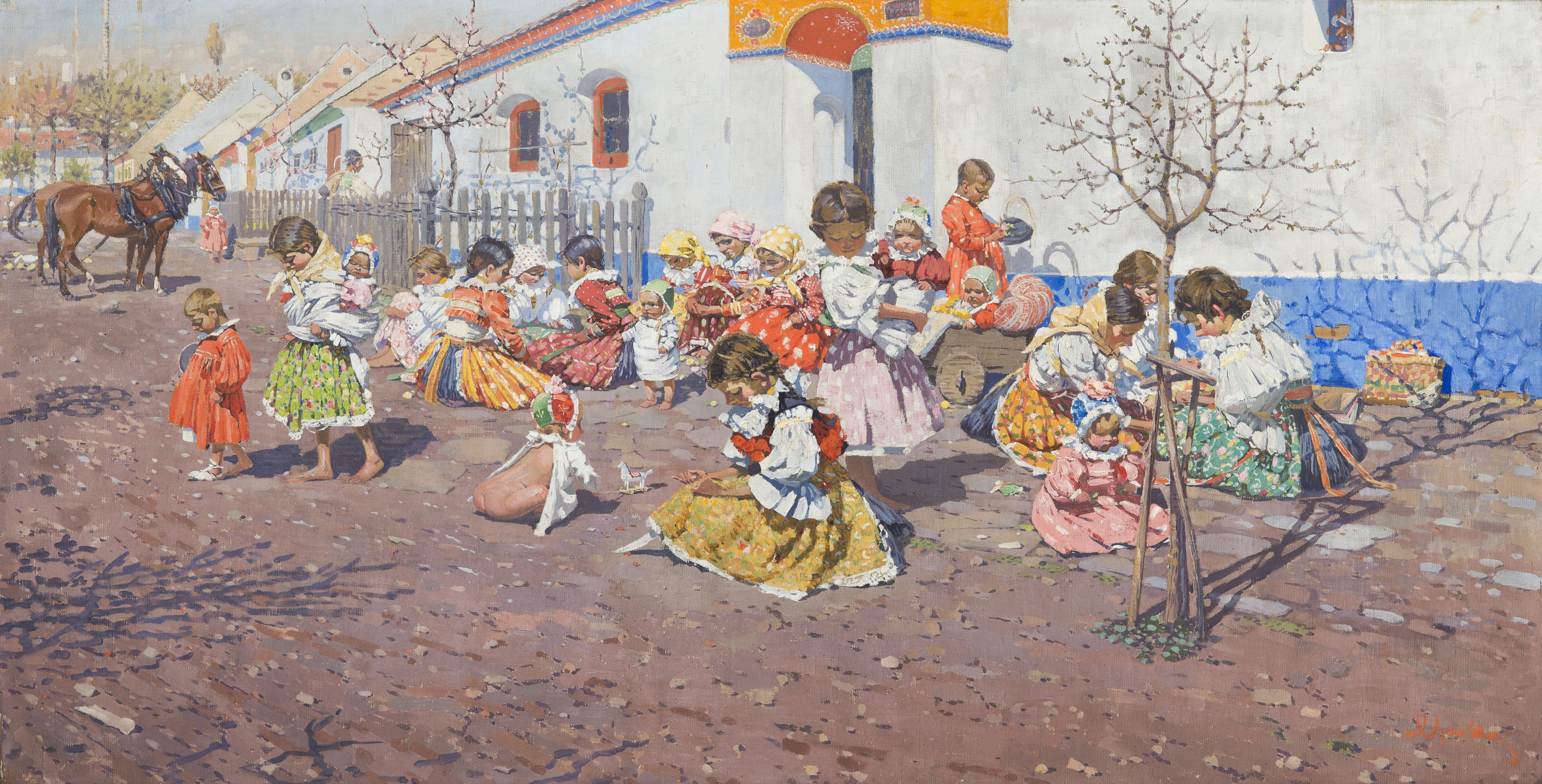
Jarní slunko (1910)
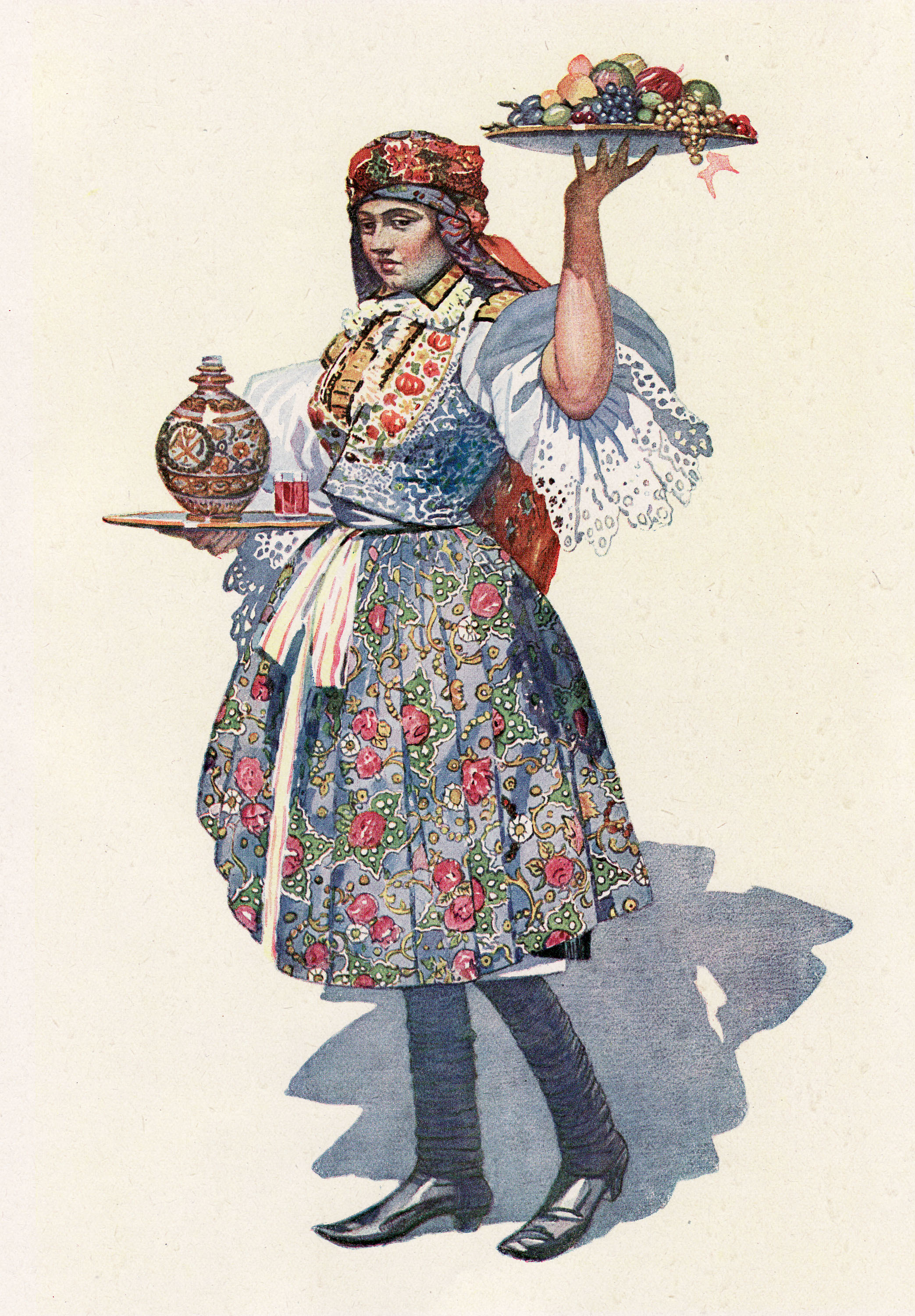
Mařaťanka (Akvarel, 1914)
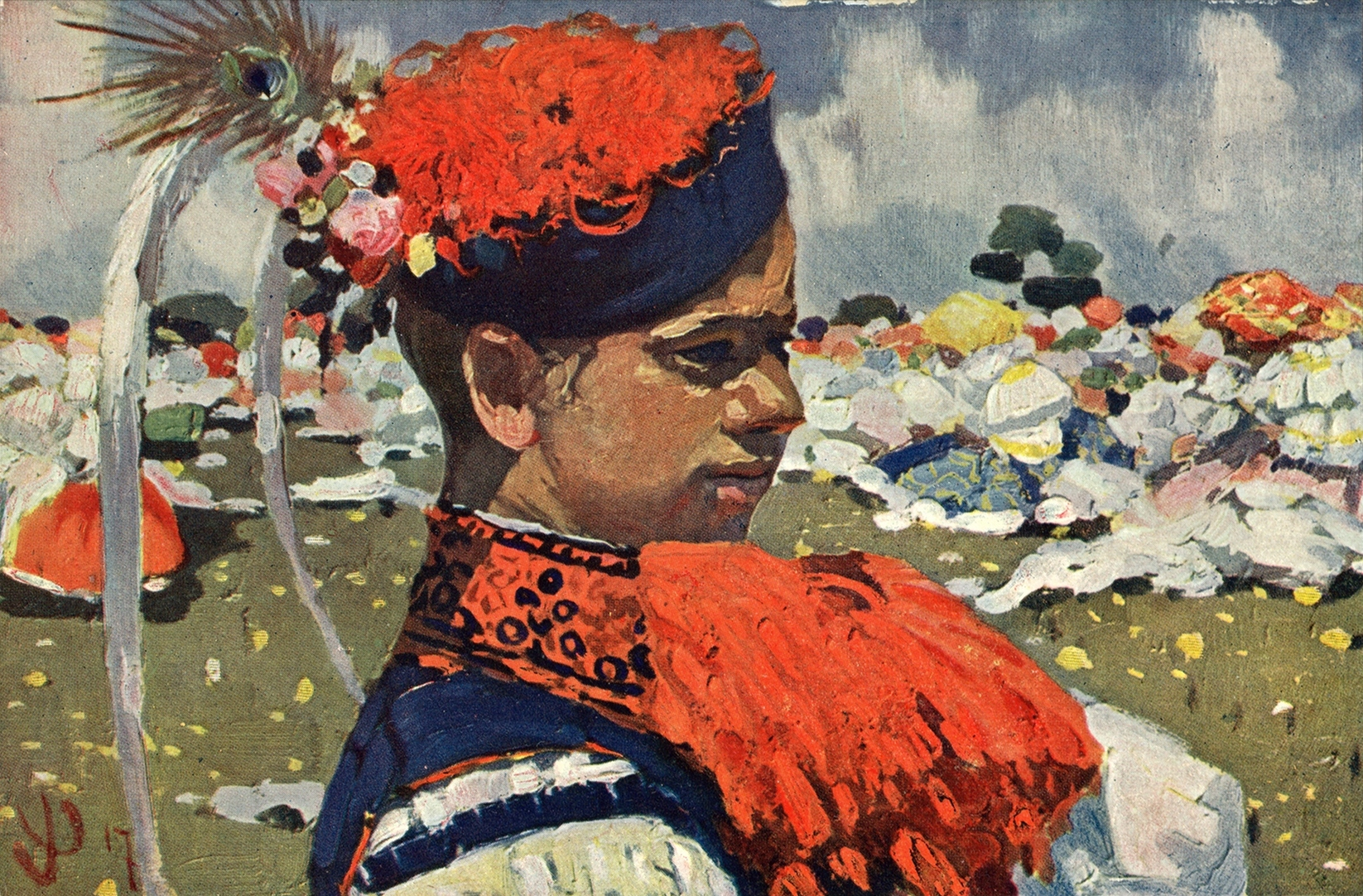
Vlčnovjan (1920)
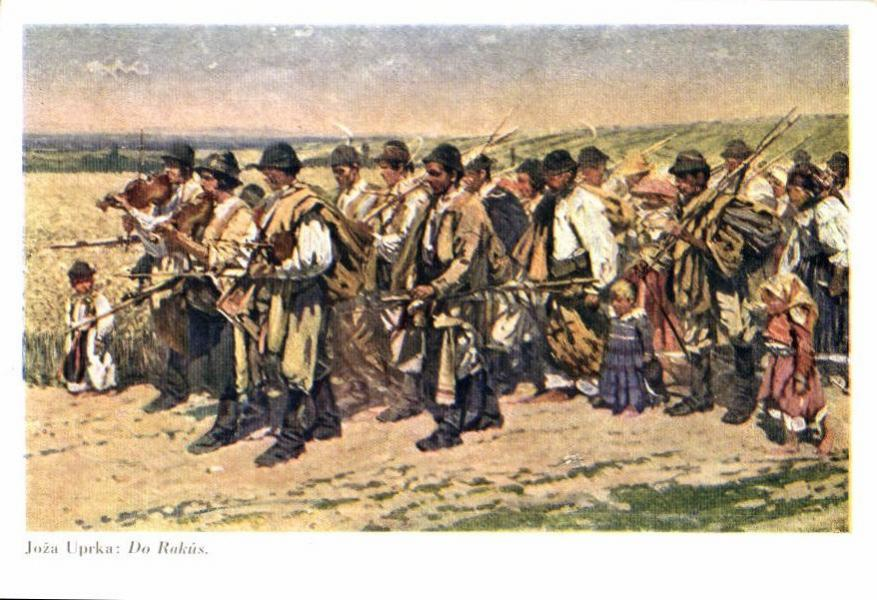
Do Rakús (cca 1930)